# Breath of Fire III
Breath of Fire III (ブレスオブファイアIII?) es un videojuego de rol desarrollado por Capcom para la consola PlayStation. Lanzado originalmente en Japón en 1997, fue posteriormente lanzado para Norteamérica en 1998. Es el tercer videojuego de la saga Breath of Fire, y el primer en mostrar ambientes y efectos tridimensionales, así como varios elementos de jugabilidad nuevos, entre ellos un sistema de combate ampliado, la capacidad de aprender las habilidades del enemigo, y la interacción con el medio ambiente. 
En 2005, fue lanzado un "port" de Breath of Fire III para la consola portátil PlayStation Portable en Japón, con una versión en inglés lanzada exclusivamente en Europa en 2006.
Situado en un mundo de fantasía, la historia nos habla sobre Ryu, un joven con la misteriosa capacidad de transformarse en poderosos dragones, que debe descubrir la verdad detrás de sus orígenes, así como localizar a sus amigos perdidos y a su familia sustituta, Rei y Teepo. La historia del juego se presenta en dos partes: la primera mitad presenta a Ryu como un niño, y la otra como un adulto. Está acompañado por una serie de personajes de apoyo que le ayudan en un viaje que les lleva por todo el mundo y, eventualmente, hacer frente a una diosa.

## Personajes principales
- Ryu (protagonista).
- Nina.
- Rei.
- Teepo.
- Momo.
- Peco.
- Garr.

## Historia

### PARTE I
La historia comienza en las minas de Dauna, donde un grupo de mineros descubre a un dragón aparentemente dormido en Chrysm (la energía que emana de los difuntos al abandonar el planeta). Deciden liberarlo, pero se sorprenden al descubrir que el dragón está vivo, desencadenando un problema en la mina. Al final, logran capturarlo mediante una astuta emboscada. Intentan trasladarlo en tren a otra parte del mundo, pero el dragón comienza a agitarse en la jaula, resbalando y cayendo, marcando así el inicio de la aventura.
Nuestro protagonista, Ryu, aterriza en los bosques al oeste de Wyndia, la ciudad real, donde es encontrado por Rei, un ladrón que vive con su amigo-hermano Teepo. Deciden incorporar a Ryu a su "familia" para que les ayude en sus robos y la obtención de alimentos. El grupo de Ryu se establece al norte de Mc'Neil, un pueblo habitado por campesinos o personas del tercer estado. A pesar de la mala reputación de Rei y Teepo como ladrones, la percepción del pueblo cambia cuando el grupo elimina a una bestia que les robaba los alimentos. Ryu y sus amigos continúan ayudando al pueblo, pero la trama se complica cuando se infiltran en el castillo del alcalde Mc'Neil, provocando caos en ambas zonas. Tras robar dinero del castillo y distribuirlo entre los habitantes, el alcalde envía a los hermanos Balio y Sunder para eliminar a Ryu y sus amigos, desencadenando una intensa confrontación.
Ryu, Rei y Teepo son derrotados fácilmente, dando por concluida la aventura de estos amigos. Ryu despierta al día siguiente en la casa de un obrero sin rastro de Rei y Teepo. Es en este momento cuando nuestro protagonista decide emprender la búsqueda de sus amigos por todo el mundo.

### PARTE II
Ryu, decidido a obtener pistas sobre Rei y Teepo, se dirige a Wyndia, pero su camino se ve interrumpido por Balio y Sunder, quienes previamente se enfrentaron al grupo. Una breve pero intensa pelea se desata, resultando en la derrota de Ryu y dejándolo en estado crítico tras sufrir una grave herida en el corazón.
Balio y Sunder, al observar que Ryu se transforma en un dragón, deciden llevarlo ante el rey de Wyndia con la intención de venderlo. Al llegar, el rey decide encerrar a los tres en una cárcel. La princesa Nina, testigo del maltrato infligido a Ryu, decide liberarlo, pero comete el grave error de liberar también a Balio y Sunder. Estos hermanos capturan a Nina, y Ryu, a pesar de su estado, decide salvarla con éxito. Ryu comparte la historia de Rei y Teepo con Nina, quien sin dudarlo decide unirse a él en su viaje.
Juntos viven diversas aventuras, llegando finalmente a una torre donde conocen a Momo, una ingeniera experta y amante de las máquinas. Nina informa a Momo sobre la persecución de Balio y Sunder, y esta última les ofrece una vía de escape exitosa. Durante su huida, llegan a una fábrica de cosecha donde Momo se reencuentra con un viejo amigo de su difunto padre. El anciano les revela un problema, y Ryu y sus amigas deciden ayudar. En el enfrentamiento con el monstruo, este muere dejando un hijo, al cual Nina apoda Peco.
La aventura continúa, pero Ryu y sus amigos son nuevamente capturados por Balio y Sunder.

### PARTE III
Balio y Sunder proponen a Ryu y sus amigos una oferta: si ganan el torneo anual, serán liberados. Dado que solo participan adultos fuertes en el torneo, Ryu se ve obligado a aceptar como única opción. A lo largo de la competencia, enfrentan a varios grupos hasta llegar a la final, donde Ryu es elegido para enfrentar al luchador final, Garr (también conocido como Garland). Garr derrota a Ryu y exige a los amigos de Ryu como premio. Balio y Sunder, sorprendidos y traicionados, deciden eliminar a Ryu, Nina, Momo, Peco y Garr.
La batalla concluye con la victoria de Ryu y su grupo, liberándose así de la opresión de los hermanos. Garr revela a Ryu que es un dragón perteneciente a la raza Brood. Narra la historia de los Brood, una especie de dragones que intentaron destruir el mundo en el pasado, pero fueron detenidos por la Diosa Myria.
Garr lleva a Ryu a un templo para brindarle explicaciones detalladas. Superan una serie de obstáculos antes de llegar al templo, donde tienen una conversación a solas. Garr revela que es un guardián enviado por la Diosa Myria con el objetivo de exterminar a los Brood. A pesar de descubrir que es un Brood, Ryu decide oponerse a Garr. Esto desencadena una intensa pelea entre ellos.
Al finalizar la dura batalla, Ryu vence a Garr, marcando el cierre del episodio de la niñez de Ryu.

### PARTE IV
Después de ese acontecimiento, Garr continúa vivo y busca reencontrarse con Ryu para hablar y disculparse. Las noticias informan que Ryu está atacando a personas en su forma de dragón en las minas Dauna, sin tener conciencia de sus actos. Garr acude a las minas y se encuentra con Ryu.
Tras la pelea anterior, pasa un periodo extenso, y Ryu se convierte en un adolescente. En ese tiempo, se reencuentra con Garr, rompiendo la pelea entre ellos. Deciden dejar atrás las hostilidades y se convierten en amigos, compartiendo la decisión de visitar a la Diosa Myria en busca de la verdad.
Ryu y Garr superan una serie de obstáculos en su viaje y se reencuentran con Nina, la princesa de Wyndia, quien ahora es una adolescente con un aspecto físico notablemente diferente al pasado. El grupo se fortalece de nuevo al encontrarse con Momo y Peco.

### PARTE V
Ryu se entera de que Rei, quien presuntamente había muerto, intenta cobrar venganza con el grupo que asesinó a Teepo y supuestamente al mismo Ryu.
Tras un breve enfrentamiento, ambos se reencuentran y Rei se une al grupo, diciéndole a Ryu que no supo nada de Teepo tras el incidente.

### PARTE VI
El grupo de Ryu enfrenta numerosos obstáculos, incluyendo el desafío de cruzar el Mar Exterior, del cual se entera de que nadie ha cruzado ni regresado. A pesar de esta información desalentadora, Ryu continúa su camino.
Finalmente, Ryu y su grupo logran atravesar el Mar y se encuentran en otro continente, caracterizado por un vasto desierto sin señales de vida humana. Se instalan en una pequeña ciudad donde Momo descubre un portal que les permite viajar a un campamento llamado Dragnier, poblado por los últimos Brood que quedan. En este lugar, Ryu descubre la verdad sobre el Brood y obtiene el Gen del dragón Kaiser, el máximo poder de esta raza, preparándose para enfrentar el Desierto de la Muerte.
Los días y las noches en el desierto debilitan al grupo debido a la sed y el calor extremo. En un punto crítico, Nina ya no puede continuar, y consideran regresar, pero Ryu toma una decisión drástica al matar a su animal de guía para obtener algo de agua y alimento.
Tras superar estas penurias, el grupo llega a un pequeño pueblo donde les indican que Myria podría encontrarse en Xaer Chan, la ciudad abandonada. Ryu viaja hasta allí, enfrentándose a numerosas bestias en el camino, hasta llegar al Jardín del Edén y reencontrarse con un viejo amigo.

### PARTE VII
Al llegar a Edén, se encuentran con Teepo, su supuesto amigo que fue asesinado. Este le advierte a Ryu que debe ceder su poder a la diosa Myria por el bien del mundo, revelándole que él también es un Brood. A pesar de la insistencia de Teepo, Ryu se niega a hacerlo. En consecuencia, Teepo se ve obligado a cumplir con la tarea de matarlo después de una larga conversación.
Así es como Ryu se enfrenta a Teepo en su forma de dragón, conocida en el juego como Dragon Lord. Libran una intensa batalla que llega a su fin con la derrota de Teepo. A pesar de su derrota, Teepo reafirma a Ryu que debe entregar ese poder y muere en el lugar.
La muerte de Teepo afecta profundamente a Rei, quien queda en silencio, sin emitir palabra alguna. El grupo, paralizado y sin palabras, enfrenta el impacto de la pérdida de quien fue su amigo-hermano.

### PARTE FINAL
Ryu y su grupo logran localizar a la Diosa Myria, quien les revela el pasado del Brood y la humanidad. Explica que el Brood poseía el poder necesario para poner fin al mundo, y envió a los guardianes para detener esta amenaza. En medio de la conversación, el personaje Peco, la cebolla, toma la escena para expresar a Myria que el Brood no es malo y que su verdadera apariencia es Yaggdrasil.
Myria le pide a Ryu que le entregue su poder, pero él reflexiona sobre la decisión, hablando con cada miembro del grupo. Es en este momento que los jugadores tienen la oportunidad de influir en el final del juego, aunque la opción más óptima suele ser negarse a ceder el poder.
Ryu y sus amigos enfrentan a la Diosa Myria en una batalla épica, logrando derrotarla y cumplir la misión de Garr, pero a un alto costo. Myria muere en el lugar. Ryu logra escapar junto a sus amigos.
La escena final revela la restauración gradual del mundo, con plantas brotando incluso en el desierto. Este desenlace deja abierta la posibilidad de una segunda parte del juego, permitiendo a los jugadores disfrutar del cierre de la historia con una emotiva música de fondo. La restauración del mundo sugiere una renovada esperanza para el futuro.
==DRAGONES DISPONIBLES==
DEFENSOR: Aumenta sus capacidades defensivas.
DERROTA: Desconocida fusión de poderes con sus aliados.
ELDRITCH: Refuerza su transformación mágica.
FORCE: Refuerza la transformación.
FROST: Desata los poderes mágicos del hielo.
GRANDE: Aumenta sus poderes mágicos.
INFINITY: Super-potente (Kaiser).
LLAMA: Desata los poderes mágicos del fuego.
MILAGRO: Permite una transformación importante.
RADIANCE: Desata los poderes sagrados.
RESERVA: Modifica las propiedades y los poderes.
SHADOW: Desata los poderes mágicos de las sombras.
THORN: Aumenta los poderes especiales.
TRANCE: Efectos desconocidos.
TRUENO: Aumenta los tipos de rayos.
==CURIOSIDADES==
Breath of Fire III es un juego de rol clásico que ha dejado una huella en la comunidad de jugadores. Aquí tienes algunas curiosidades sobre el juego:
1. Secuencia de Tiempo: El juego sigue un sistema de secuencia de tiempo, mostrando a los personajes principales desde su infancia hasta la adolescencia y más allá. Esta característica única permite a los jugadores experimentar el crecimiento y desarrollo de los personajes a lo largo de la historia.
2. Fusiones de Personajes: Uno de los aspectos distintivos del juego es el sistema de fusiones de personajes. Ryu puede fusionarse con otros miembros del grupo para crear combinaciones únicas con habilidades y apariencias únicas.
3. Cameo de Street Fighter: En una parte del juego, puedes encontrar un maestro llamado "Momo" que enseña habilidades de artes marciales. Momo es en realidad un personaje del juego Street Fighter llamado Chun-Li, haciendo un cameo interesante en Breath of Fire III.
4. Referencias Culturales: El juego incluye varias referencias culturales y mitológicas. Por ejemplo, el nombre "Yggdrasil", mencionado en el juego, es el nombre del árbol de la vida en la mitología nórdica.
5. Secreto del Pescador: Existe un personaje llamado Peco, que aparentemente es una criatura extraña llamada "cebolla" o "cebollín". Sin embargo, Peco esconde un secreto: puede transformarse en una forma más poderosa más adelante en el juego.
6. Finales Diferentes: Dependiendo de tus elecciones durante ciertos puntos clave de la trama, el juego tiene múltiples finales. Esto fomenta la rejugabilidad, ya que los jugadores pueden explorar diferentes decisiones para experimentar diversas conclusiones.
7. Banda Sonora Memoriable: La música de "Breath of Fire III", compuesta por Akari Kaida, Yoshino Aoki y Mitsuhiro Kaneda, ha sido elogiada por su belleza y emotividad. Temas como "To a Distant Place" y "Pure Again" son recordados por muchos fanáticos.
8. Conexión con Breath of Fire IV: Aunque no es una secuela directa, "Breath of Fire III" comparte ciertas conexiones y similitudes con "Breath of Fire IV". Estos vínculos incluyen referencias a la historia y personajes que los fanáticos pueden apreciar.
9. Mini-Juegos y Entretenimiento: El juego incluye varios mini-juegos y actividades secundarias, como la pesca y el cultivo de plantas. Estos elementos agregan variedad a la experiencia de juego y ofrecen recompensas adicionales.
10. Nombre de los Personajes: Los nombres de los protagonistas, Ryu y Nina, son recurrentes en la serie "Breath of Fire". Ryu significa "dragón" en japonés, mientras que Nina es un nombre común para personajes con habilidades mágicas.
11. Personajes Secundarios Memorables: A lo largo del juego, los jugadores encuentran a personajes secundarios memorables como Garr, Momo y Peco, cada uno con su propia historia y habilidades únicas. Estos personajes contribuyen significativamente a la riqueza y la profundidad del mundo del juego.
12. Referencias a la Cultura Pop: El juego incluye varias referencias a la cultura pop. Por ejemplo, el personaje Balio tiene un ataque llamado "Raging Mullet", que es una clara referencia a un estilo de peinado popular en la década de 1980 conocido como "mullet".
12. Desarrollo de Personajes Secundarios: A medida que avanzas en la historia, los personajes secundarios también experimentan cambios y crecimiento. Por ejemplo, Momo se embarca en una búsqueda personal relacionada con su familia, agregando capas adicionales a la trama.
13. Cambio de Perspectiva: Durante ciertas secciones del juego, la perspectiva cambia a un estilo de juego de plataformas en 2D, proporcionando variedad en la jugabilidad y exploración.
14. Recepción Crítica Positiva: "Breath of Fire III" recibió críticas positivas por su historia envolvente, su jugabilidad profunda y su diseño visual encantador. A lo largo de los años, ha mantenido su estatus como un clásico querido en la comunidad de juegos de rol.
15. Influencia de Diseño: El diseño artístico de personajes estuvo a cargo del renombrado ilustrador Tatsuya Yoshikawa, quien también trabajó en otros juegos populares como 
16. Símbolos y Elementos Místicos: A lo largo del juego, se utilizan varios símbolos y elementos místicos. Uno de los más notables es el símbolo de la diosa Myria, que aparece en lugares importantes y contribuye a la mitología del juego.
17. Recreación del Mundo: Después de completar la historia principal, los jugadores tienen la opción de continuar explorando el mundo. Este detalle adicional brinda la oportunidad de completar misiones secundarias, descubrir secretos y fortalecer a los personajes.
18. Historia de los Clanes Woren: La historia incluye a los Woren, una raza de felinos antropomórficos. Algunos de ellos, como el personaje de Rei, son parte del clan Woren, que tiene su propia historia y cultura dentro del juego.
19. Influencia de Akira Toriyama: El diseño artístico de personajes y criaturas fue realizado por el famoso ilustrador y creador de manga Akira Toriyama, conocido por su trabajo en "Dragon Ball" y "Dragon Quest". Su estilo distintivo se refleja en los personajes de "Breath of Fire III".
20. Conexión con la Naturaleza: A lo largo del juego, se destaca la importancia de la naturaleza y el equilibrio ambiental. La restauración gradual del mundo al final del juego refuerza este tema, mostrando cómo las acciones de los personajes impactan positivamente en el entorno.
21. Dificultad del Juego: "Breath of Fire III" es conocido por su equilibrio de dificultad. Aunque puede ser desafiante en algunos puntos, ofrece una experiencia accesible para los jugadores tanto novatos como experimentados en juegos de rol.
22. Apariciones de Otros Títulos: Algunos elementos y personajes de "Breath of Fire III" han hecho apariciones en otros títulos de Capcom, como "Namco × Capcom" y "Project X Zone", lo que destaca la relevancia del juego en el universo de los crossovers.
23. Edición Especial en Japón: En Japón, se lanzó una edición especial del juego que incluía una figura de Ryu bebé, lo cual se convirtió en un objeto de colección codiciado por los fanáticos.
24. Homónimo en la Serie: "Breath of Fire III" comparte su nombre con otros títulos de la serie, pero no tiene una conexión directa con las tramas de los juegos anteriores. Cada juego de la serie "Breath of Fire" presenta una historia independiente con nuevos personajes y mundos.